# Gao Ling
Gao Ling (高崚S, Gāo LíngP; Wuhan, 14 marzo 1979) è una giocatrice di badminton cinese, la più titolata a livello olimpico grazie alle cinque medaglie (due d'oro, una d'argento e una di bronzo) conquistate ai Giochi di Sydney 2000 e di Atene 2004.

## Palmarès
- Giochi olimpici estivi

2000 - Sydney: oro nel doppio misto, bronzo nel doppio femminile
2004 - Atene: oro nel doppio misto, argento nel doppio femminile.